# Orkaanseizoen van de Grote Oceaan 2010
Het orkaanseizoen van de Grote Oceaan 2010 begon op 15 mei 2010 en eindigde op 30 november 2010. Dit orkaanseizoen betreft twee verschillende gebieden en daarmee eigenlijk twee verschillende seizoenen. Oostelijk van de 140e graad westerlengte begint het seizoen op 15 mei, in het gebied westelijk ervan tot aan de datumgrens begint het seizoen op 1 juni. Voor beide gebieden eindigt het seizoen op 30 november. Tropische depressies, die zich ten oosten van de 140e graad westerlengte vormen, krijgen het achtervoegsel "-E" (East) achter hun nummer. Tropische depressies, die zich tussen de 140e graad westerlengte en de datumgrens vormen, krijgen het achtervoegsel "-C" (Central). Als een tropische storm een naam krijgt uit het centrale gebied, staat achter de naam in het kopje '(C)' vermeld.

## Cyclonen
De cyclonen in het orkaanseizoen waren:
- Tropische storm Agatha
- Tropische depressie Two-E
- Tropische storm Blas
- Orkaan Celia
- Orkaan Darby
- Tropische depressie Six-E
- Tropische storm Estelle
- Tropische depressie Eight-E
- Orkaan Frank
- Tropische depressie Ten-E
- Tropische depressie Eleven-E (Hermine)
- Tropische storm Georgette
- Tropische storm Omeka

1990 · 1991 · 1992 · 1993 · 1994 · 1995 · 1996 · 1997 · 1998 · 1999 · 2000 · 2001 · 2002 · 2003 · 2004 · 2005 · 2006 · 2007 · 2008 · 2009 · 2010 · 2011 · 2012 · 2013 · 2014 · 2015 · 
2016 · 2017 · 2018